# Mistrzostwa Europy w piłce siatkowej kobiet
Mistrzostwa Europy w piłce siatkowej kobiet – międzynarodowe rozgrywki siatkarskie organizowane cyklicznie (od 1975 co 2 lata) przez Europejską Konfederację Piłki Siatkowej (CEV) dla żeńskich reprezentacji narodowych wszystkich europejskich krajowych związków piłki siatkowej.
Pierwszy w historii turniej o mistrzostwo Europy siatkarek rozegrano w Czechosłowacji (Pradze) w 1949 roku. Do tej pory najwięcej tytułów Mistrzyń Europy zdobywały zawodniczki Związku Radzieckiego (13 razy) i Rosji (6 razy), co w sumie daje 19 złotych medali.
Z dotychczasowych 32 finałów ME aż 31 imprez odbyło się z udziałem Polek ("biało-czerwone" nie zakwalifikowały się jedynie do mistrzostw w 1993). Reprezentacja Polski triumfowała dwukrotnie: w Turcji w 2003 oraz 2 lata później w Chorwacji, dodatkowo cztery razy plasując się na drugim a pięć razy na trzecim miejscu.

## Medalistki Mistrzostw Europy

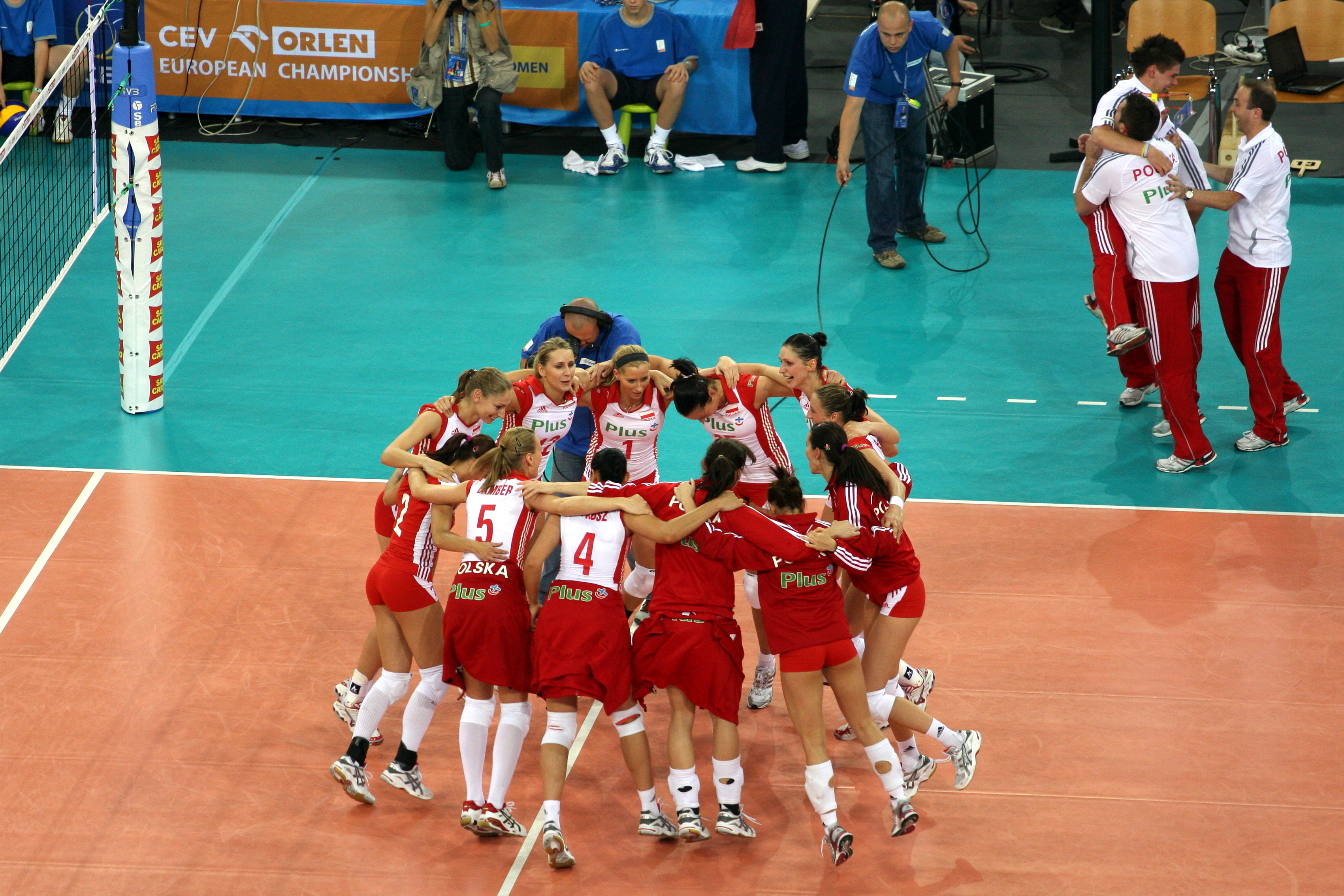
Reprezentantki Polski brązowymi medalistkami Mistrzostw Europy 2009

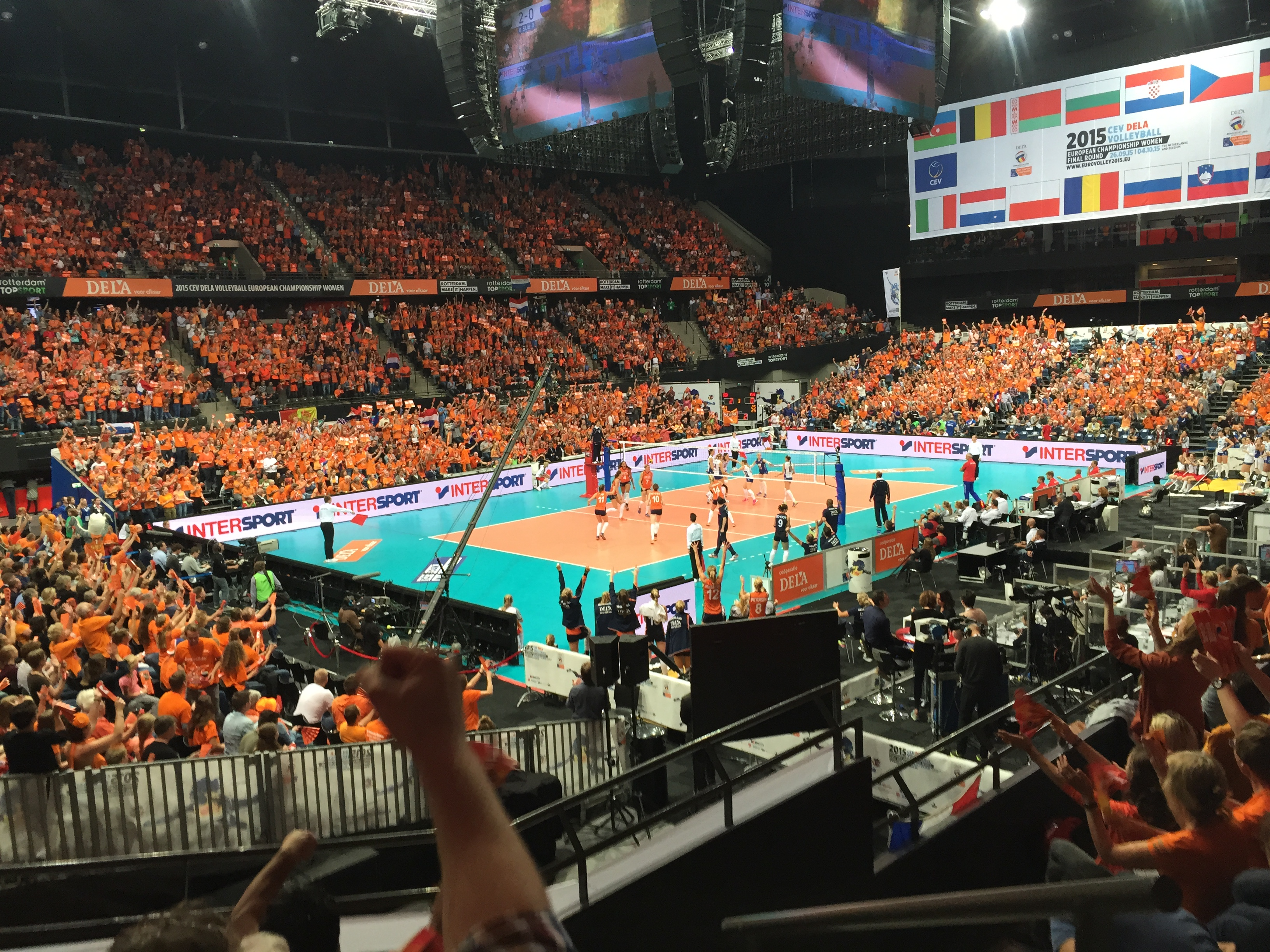
Mecz finałowy Mistrzostw Europy 2015 pomiędzy reprezentacją Holandii i Rosji w Topsportcentrum Rotterdam

| Edycja | Rok  | Gospodarz                               | Złoto          | Srebro         | Brąz           | Miejsce Polski |
| ------ | ---- | --------------------------------------- | -------------- | -------------- | -------------- | -------------- |
| I      | 1949 | Czechosłowacja                          | ZSRR           | Czechosłowacja | Polska         | Brązowy medal  |
| II     | 1950 | Bułgaria                                | ZSRR           | Polska         | Czechosłowacja | Srebrny medal  |
| III    | 1951 | Francja                                 | ZSRR           | Polska         | Jugosławia     | Srebrny medal  |
| IV     | 1955 | Rumunia                                 | Czechosłowacja | ZSRR           | Polska         | Brązowy medal  |
| V      | 1958 | Czechosłowacja                          | ZSRR           | Czechosłowacja | Polska         | Brązowy medal  |
| VI     | 1963 | Rumunia                                 | ZSRR           | Polska         | Rumunia        | Srebrny medal  |
| VII    | 1967 | Turcja                                  | ZSRR           | Polska         | Czechosłowacja | Srebrny medal  |
| VIII   | 1971 | Włochy                                  | ZSRR           | Czechosłowacja | Polska         | Brązowy medal  |
| IX     | 1975 | Jugosławia                              | ZSRR           | Węgry          | NRD            | 6. miejsce     |
| X      | 1977 | Finlandia                               | ZSRR           | NRD            | Węgry          | 4. miejsce     |
| XI     | 1979 | Francja                                 | ZSRR           | NRD            | Bułgaria       | 8. miejsce     |
| XII    | 1981 | Bułgaria                                | Bułgaria       | ZSRR           | Węgry          | 5. miejsce     |
| XIII   | 1983 | NRD                                     | NRD            | ZSRR           | Węgry          | 9. miejsce     |
| XIV    | 1985 | Holandia                                | ZSRR           | NRD            | Holandia       | 7. miejsce     |
| XV     | 1987 | Belgia                                  | NRD            | ZSRR           | Czechosłowacja | 11. miejsce    |
| XVI    | 1989 | RFN                                     | ZSRR           | NRD            | Włochy         | 9. miejsce     |
| XVII   | 1991 | Włochy                                  | ZSRR           | Holandia       | Niemcy         | 9. miejsce     |
| XVIII  | 1993 | Czechosłowacja                          | Rosja          | Czechosłowacja | Ukraina        | n/s            |
| XIX    | 1995 | Holandia                                | Holandia       | Chorwacja      | Rosja          | 9. miejsce     |
| XX     | 1997 | Czechy                                  | Rosja          | Chorwacja      | Czechy         | 6. miejsce     |
| XXI    | 1999 | Włochy                                  | Rosja          | Chorwacja      | Włochy         | 8. miejsce     |
| XXII   | 2001 | Bułgaria                                | Rosja          | Włochy         | Bułgaria       | 6. miejsce     |
| XXIII  | 2003 | Turcja                                  | Polska         | Turcja         | Niemcy         | Złoty medal    |
| XXIV   | 2005 | Chorwacja                               | Polska         | Włochy         | Rosja          | Złoty medal    |
| XXV    | 2007 | Belgia · Luksemburg                     | Włochy         | Serbia         | Rosja          | 4. miejsce     |
| XXVI   | 2009 | Polska                                  | Włochy         | Holandia       | Polska         | Brązowy medal  |
| XXVII  | 2011 | Serbia · Włochy                         | Serbia         | Niemcy         | Turcja         | 5. miejsce     |
| XXVIII | 2013 | Niemcy · Szwajcaria                     | Rosja          | Niemcy         | Belgia         | 11. miejsce    |
| XXIX   | 2015 | Belgia · Holandia                       | Rosja          | Holandia       | Serbia         | 8. miejsce     |
| XXX    | 2017 | Azerbejdżan · Gruzja                    | Serbia         | Holandia       | Turcja         | 10. miejsce    |
| XXXI   | 2019 | Polska · Słowacja · Turcja · Węgry      | Serbia         | Turcja         | Włochy         | 4. miejsce     |
| XXXII  | 2021 | Serbia · Bułgaria · Chorwacja · Rumunia | Włochy         | Serbia         | Turcja         | 5. miejsce     |
| XXXIII | 2023 | Włochy · Niemcy · Belgia · Estonia      | Turcja         | Serbia         | Holandia       | 5. miejsce     |
| XXXIV  | 2026 | Turcja · Szwecja · Czechy · Azerbejdżan |                |                |                |                |

## Gospodarze Mistrzostw Europy
| Liczba | Kraj           | Rok                          |
| ------ | -------------- | ---------------------------- |
| 5      | Włochy         | 1971, 1991, 1999, 2011, 2023 |
| 4      | Bułgaria       | 1950, 1981, 2001, 2021       |
| 4      | Turcja         | 1967, 2003, 2019, 2026       |
| 4      | Belgia         | 1987, 2007, 2015, 2023       |
| 3      | Czechosłowacja | 1949, 1958, 1993             |
| 3      | Rumunia        | 1955, 1963, 2021             |
| 3      | Holandia       | 1985, 1995, 2015             |
| 2      | Francja        | 1951, 1979                   |
| 2      | Czechy         | 1997, 2026                   |
| 2      | Choracja       | 2005, 2021                   |
| 2      | Polska         | 2009, 2019                   |
| 2      | Serbia         | 2011, 2021                   |
| 2      | Niemcy         | 2013, 2023                   |
| 2      | Azerbejdżan    | 2017, 2026                   |
| 1      | Jugosławia     | 1975                         |
| 1      | Finlandia      | 1977                         |
| 1      | NRD            | 1983                         |
| 1      | RFN            | 1989                         |
| 1      | Luksemburg     | 2007                         |
| 1      | Szwajcaria     | 2013                         |
| 1      | Gruzja         | 2017                         |
| 1      | Słowacja       | 2019                         |
| 1      | Węgry          | 2019                         |
| 1      | Estonia        | 2023                         |
| 1      | Szwecja        | 2026                         |

## Klasyfikacja medalowa
| Msc.  | Państwo        |    |    |    | Razem |
| ----- | -------------- | -- | -- | -- | ----- |
| 1.    | ZSRR           | 13 | 4  | 0  | 17    |
| 2.    | Rosja          | 6  | 0  | 3  | 9     |
| 3.    | Włochy         | 3  | 2  | 3  | 8     |
| 4.    | Serbia         | 3  | 3  | 1  | 7     |
| 5.    | Polska         | 2  | 4  | 5  | 11    |
| 6.    | NRD            | 2  | 4  | 1  | 7     |
| 7.    | Czechosłowacja | 1  | 4  | 3  | 8     |
| 8.    | Holandia       | 1  | 4  | 2  | 7     |
| 9.    | Turcja         | 1  | 2  | 3  | 6     |
| 10.   | Bułgaria       | 1  | 0  | 2  | 3     |
| 11.   | Chorwacja      | 0  | 3  | 0  | 3     |
| 12.   | Niemcy         | 0  | 2  | 2  | 4     |
| 13.   | Węgry          | 0  | 1  | 3  | 4     |
| 14.   | Belgia         | 0  | 0  | 1  | 1     |
| 14.   | Czechy         | 0  | 0  | 1  | 1     |
| 14.   | Jugosławia     | 0  | 0  | 1  | 1     |
| 14.   | Rumunia        | 0  | 0  | 1  | 1     |
| 14.   | Ukraina        | 0  | 0  | 1  | 1     |
| Razem | Razem          | 32 | 32 | 32 | 96    |

## Upamiętnienia
W 2009 Poczta Polska wprowadziła do obiegu znaczek o nominale 3 zł upamiętniający zorganizowane w Polsce XXVI Mistrzostwa Europy w Piłce Siatkowej Kobiet. Znaczek obrazuje dynamikę ruchu siatkarek.

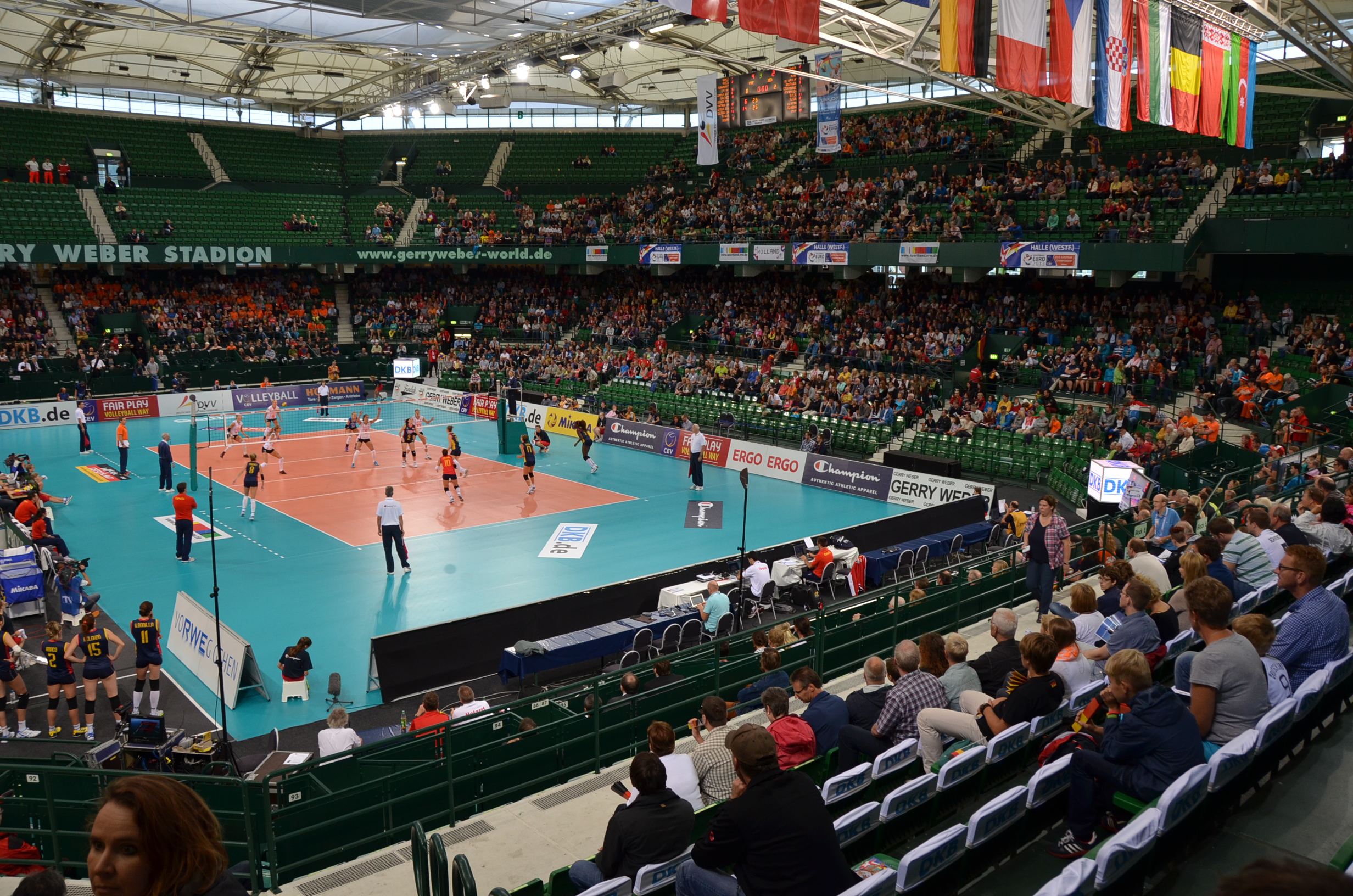
Mecz grupy A Hiszpania-Holandia na Mistrzostwach Europy 2013